# 1 Warszawska Dywizja Piechoty

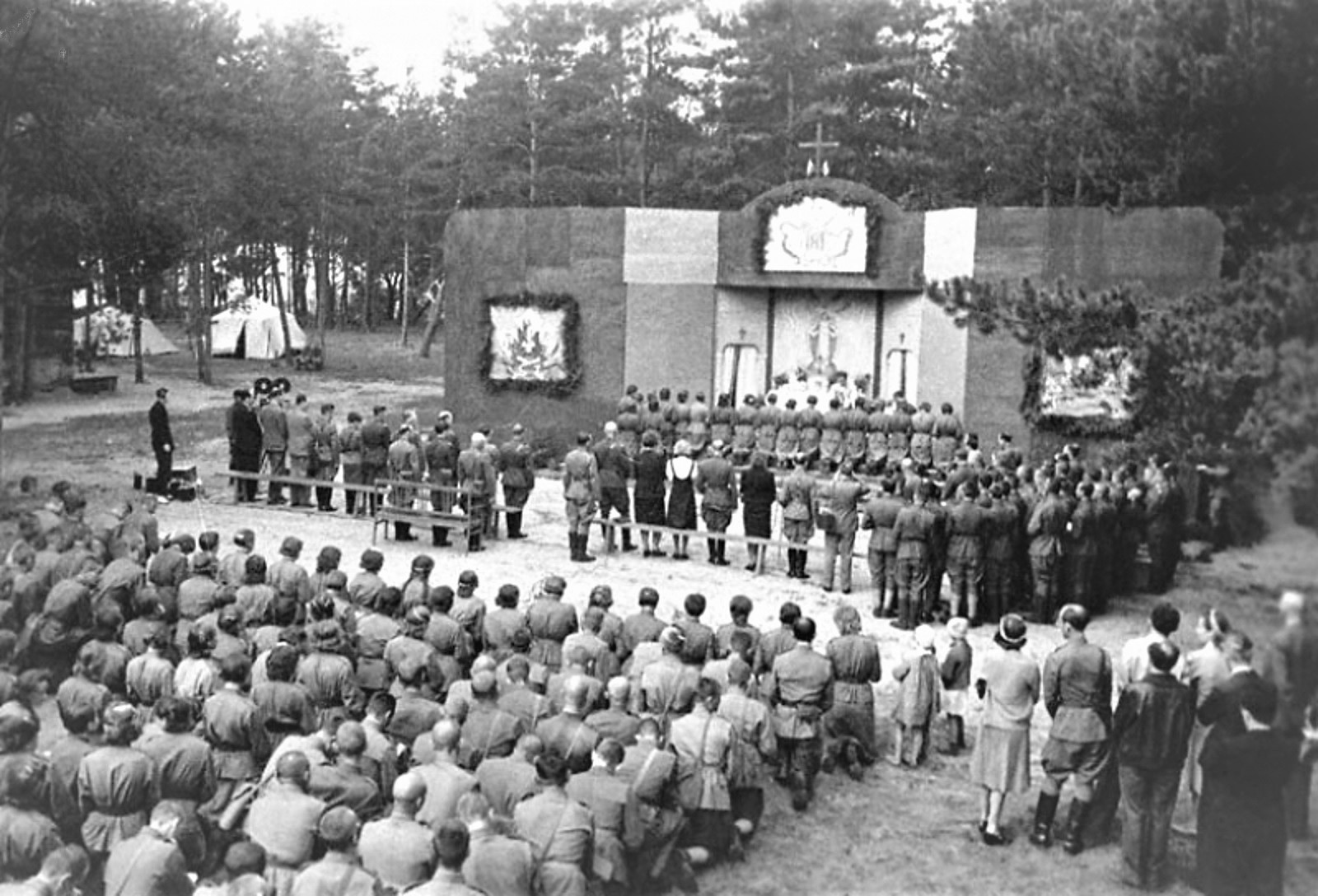
Żołnierze 1 Dywizji Piechoty im. Tadeusza Kościuszki na modlitwie w kościele obozowym w Sielcach nad Oką

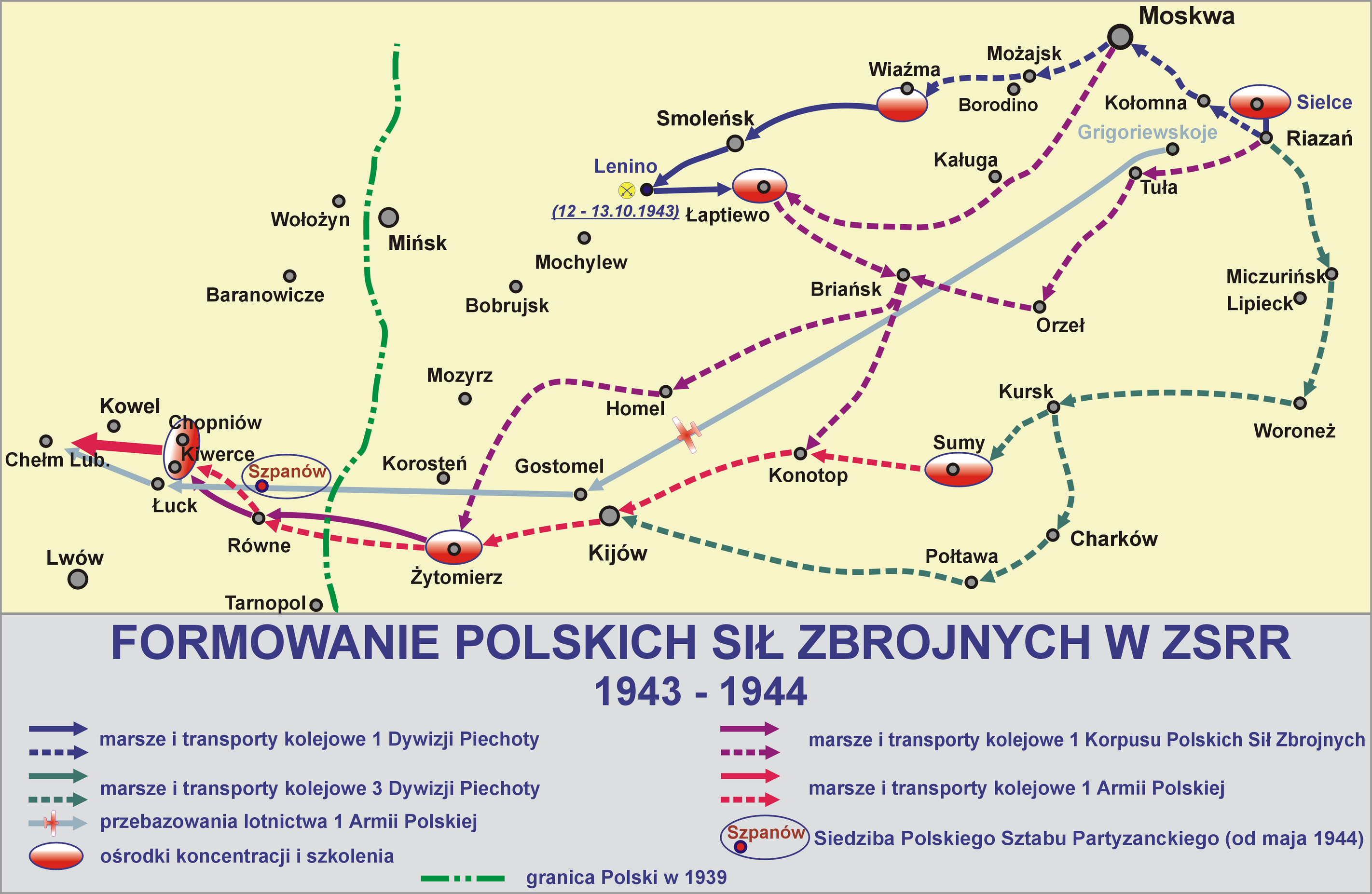

1 Warszawska Dywizja Piechoty im. Tadeusza Kościuszki (1 DP) – związek taktyczny piechoty ludowego Wojska Polskiego.
Dywizja została sformowana w maju 1943, w Sielcach nad Oką jako 1 Polska Dywizja Piechoty im. Tadeusza Kościuszki. Chrzest bojowy przeszła pod Lenino. W 1944 walczyła pod Puławami i o Pragę. Od lutego 1945 walczyła o Wał Pomorski, forsowała Odrę oraz wzięła udział w szturmie Berlina. W drugą rocznicę bitwy pod Lenino została odznaczona Złotym Krzyżem Orderu Virtuti Militari, Orderem Krzyża Grunwaldu III klasy. Otrzymała także radzieckie odznaczenia: Order Czerwonego Sztandaru i Order Kutuzowa II stopnia.
W 1955 dywizję przeformowano w 1 Warszawską Dywizję Zmechanizowaną.

## Formowanie dywizji
Dywizja została sformowana w maju 1943, w Sielcach nad Oką, na podstawie postanowienia Państwowego Komitetu Obrony ZSRR, według etatu sowieckiej dywizji piechoty gwardii z niewielkimi poprawkami. Decyzją Józefa Stalina dowództwo dywizji objął płk dypl. Zygmunt Berling. Nadzór polityczny nad dywizją sprawował Związek Patriotów Polskich. 15 lipca 1943, w rocznicę bitwy pod Grunwaldem, żołnierze dywizji złożyli przysięgę. Rota przysięgi zobowiązywała m.in. do dochowania wierności sojuszniczej Związkowi Radzieckiemu i dochowanie braterstwa broni sojuszniczej Czerwonej Armii. W końcu sierpnia nadal występowały braki kadrowe – do pełnych stanów brakowało 20% oficerów i 36% podoficerów.
W środowisku komunistycznych działaczy wojskowych związanych z 1 Dywizją Wojska Polskiego (Jakub Prawin, Włodzimierz Sokorski) za akceptacją gen. Berlinga opracowano tzw. „Tezy nr 1” proponujące przyjęcie jako programu ZPP zbudowania w wyzwolonej Polsce „zorganizowanej demokracji”. Koncepcja ta zakładała oparcie ustroju przyszłej Polski na rządach silnej ręki, lewicowych, ale bezpartyjnych, opartych na sile armii tworzonej w ZSRR. Program ten odchodził zarówno od założeń leninowskich pomijając rolę partii komunistycznej, jak i od deklarowanych w oficjalnym programie Związku Patriotów Polskich założeń demokratycznych.
W czerwcu 1943 Wódz Naczelny i premier RP gen. Władysław Sikorski uznał wojsko Berlinga za polską dywizję komunistyczną, o charakterze dywersyjnym, samego jego twórcę za zdrajcę, który zdezerterował z Wojska Polskiego. 7 lipca 1943 attaché wojskowy RP w Stanach Zjednoczonych płk Włodzimierz Onacewicz wydał oświadczenie, w którym napisał, że dywizja ta nie należy do Wojska Polskiego i jest Dywizją Armii Czerwonej pod rozkazami władz sowieckich.
Stworzenie dywizji stanowiło polityczny problem dla rządu w Londynie. Na posiedzeniu Rady Ministrów 30 sierpnia 1943 r. premier Mikołajczyk stwierdził, że „sprawa dywizji Berlinga zaczyna przybierać coraz więcej rozgłosu i wyłania się konieczność przeciwdziałania tak na terenie brytyjskim, jak i na terenie Stanów Zjednoczonych. Za element takiego przeciwdziałania uznał „wprowadzenie chociażby jednej jednostki lądowej do walki, by podkreślić, że Polacy nie po to wychodzili z Rosji, by uchylać się od dalszej walki” od czasów bowiem bitwy o Tobruk w sierpniu 1941 r. aż do czasu bitwy pod Lenino żadna polska regularna jednostka lądowa nie uczestniczyła w walkach. Minister Romer przestrzegał przed wystosowywaniem noty protestacyjnej w sprawie utworzenia dywizji Berlinga, ponieważ „może to wywołać wrażenie, że Rząd Polski sprzeciwia się wprowadzeniu do walki przeciwko wspólnemu wrogowi nowych sił”.

### Skład organizacyjny
Od 9 maja do 10 sierpnia 1943:
- 1 pułk piechoty
- 2 pułk piechoty
- 3 pułk piechoty
- 1 pułk artylerii lekkiej
- 1 i 2 dywizjon artylerii przeciwpancernej
- 1 dywizjon moździerzy 120 mm
- 1 pułk czołgów
- 1 samodzielna myśliwska eskadra lotnicza
- 1 Samodzielny Batalion Kobiecy im. Emilii Plater
- 1 batalion szkolny
- 1 batalion saperów
- 1 samodzielny batalion sanitarny
- 1 kompania fizylierów (kobieca)
- 1 kompania rusznic przeciwpancernych
- 1 samodzielna kompania zwiadowcza
- 1 samodzielna kompania łączności

Od 10 sierpnia 1943 do końca wojny:
- 1 Praski pułk piechoty[c]
- 2 Berliński pułk piechoty[c]
- 3 Berliński pułk piechoty[c]
- 1 Berliński pułk artylerii lekkiej[c]
- 1 samodzielny dywizjon artylerii przeciwpancernej (kpt. Jerzy Malarewicz)
- 1 samodzielny dywizjon artylerii przeciwlotniczej (kpt. Kazimierz Witkowski)
- 1 samodzielny dywizjon moździerzy (kpt. Jan Popowicz)
- 1 samodzielny batalion saperów (dowódca: mjr Stanisław Moroz)
- 1 samodzielny batalion sanitarny
- 1 samodzielny batalion szkolny
- 1 samodzielna kompania zwiadowcza
- 1 samodzielna kompania łączności
- 1 samodzielna kompania chemiczna
- 1 samodzielna kompania samochodowa
- pluton dowodzenia dowódcy artylerii
- 1 ambulans weterynaryjny
- 1 kompania karna  (sformowana w składzie 1 DP, od 1 kwietnia 1944 podporządkowana dowódcy 1 Armii WP)
- 2 Ruchome Warsztaty Taborowo-Mundurowe
- 1 Piekarnia Polowa
- 1862 Kasa Banku Polowego
- 2898 Wojskowa Stacja Poczty Polowej
- Oddział Informacji Dywizji

Miano wyróżniające „Warszawska” nadano rozkazem ND WP nr 206 z 15 września 1945.

## Marsze i działania bojowe

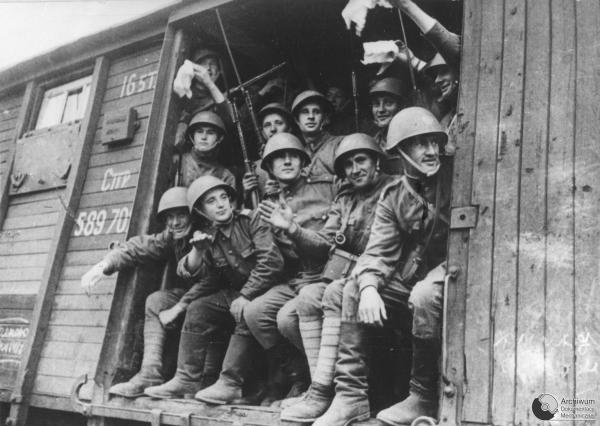
Dywizja wyrusza na front

30 sierpnia 1943 dywizja wyruszyła na front i została przegrupowana w okolice wsi Lenino.
Od dowódcy 33 Armii gen. Gordowa otrzymała zadanie przełamać obronę niemiecką na odcinku: Połzuchy, wz. 215.5, a następnie nacierać w kierunku: Łosiewa i Czurniłowa.
W bitwie pod Lenino dywizja poniosła duże straty. Po jej zakończeniu ześrodkowano ją w rejonie Smoleńska, gdzie dalej odbywała szkolenie bojowe.
W marcu 1944 roku ześrodkowała się w okolicy Żytomierza i Berdyczowa. Zgodnie z dyrektywą z 29 kwietnia 1944, będąc w składzie 1 Armii WP podporządkowana została 1 Frontowi Białoruskiemu. W kolejnych dniach wraz z wojskami 1 FB, dywizja maszerowała w kierunku zachodnim, by 23 lipca 1944 przekroczyć rzekę Bug.
W rezultacie, po ponad trzystukilometrowym marszu dofrontowym trwającym od 15 do 27 lipca 1944, dywizja osiągnęła rubież Wisły i 2 sierpnia 1944 dokonała próby uchwycenia przyczółka w rejonie Dęblina.
W kolejnych dniach przegrupowała się na północ i 26 sierpnia 1944 prowadziła dalsze boje nad Wisłą w rejonie między rzekami: Wilga i Świder. 5 września 1944 dywizja została czasowo wyłączona ze składu 1 AWP i podporządkowana dowódcy sowieckiej 47 Armii. W dniach 10–15 września 1944 toczyła krwawe walki o wyzwolenie prawobrzeżnej Warszawy – Pragi.
Od lutego 1945 roku dywizja walczyła o Wał Pomorski, forsowała Odrę oraz wzięła udział w szturmie Berlina.
|  |  |  |  |

|  |  |  |

|  |  |

4 maja 1945 Rada Najwyższa ZSRR odznaczyła Dywizję Orderem Kutuzowa II klasy za „wzorowe wypełnianie zadań dowództwa w walce z wrogiem przy zdobyciu miast Deutsch Krone, Märkisch Friedland i wykazane przy tym męstwo i odwagę”. Dwa dni później dowódca 1 Armii WP, gen. dyw. Stanisław Popławski polecił używać nazwy – 1 Polska Warszawska Odznaczona Orderami Czerwonego Sztandaru i Kutuzowa II klasy Dywizja Piechoty im. Tadeusza Kościuszki (ros. 1-я польская Варшавская Краснознаменная ордена Кутузова 2-й степени пехотная дивизия имени Тадеуша Костюшко).

## Sztandar dywizji

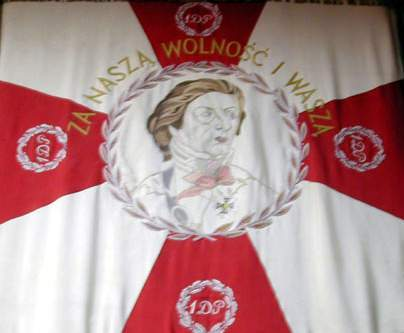
Sztandar 1 Warszawskiej DP z dewizą: „Za naszą wolność i waszą”

Sztandar dywizji został ufundowany przez Związek Patriotów Polskich. Projekt sztandaru wykonał Zenon Wasilewski. Haftowano go w jednej z fabryk w Moskwie. Robocze rysunki wykonali kreślarze Borysow i Tichonow. Uroczyste wręczenie sztandaru dywizji odbyło się 15 lipca 1943 roku w obozie sieleckim.
Opis sztandaru:

Płat o wymiarach 111x114 cm, obszyty z trzech stron żółtą frędzlą, przymocowany do drzewca za pomocą taśmy i gwoździ. Drzewce, z ciemnego politurowanego drewna, składa się z dwóch części skręconych za pomocą okuć stalowych. Głowica w kształcie orła wspartego na cokole skrzynkowym 2 napisem „1 Dywizja Piechoty”. Przy sztandarze wstęgi orderowe: Virtuti Militari, Krzyża Grunwaldu i Czerwonego Sztandaru.
Strona główna:

Biały krzyż kawalerski, pola między ramionami krzyża czerwone. Pośrodku aplikowany i haftowany biało-szarą nicią orzeł w otoku wieńca laurowego w tym samym kolorze. Nad orłem haftowany żółtą nicią napis: „HONOR I OJCZYZNA”. Na czerwonych polach inicjały: „1 DP” – w otoku wieńców dębowych, haftowanych, szaro-brązową nicią. W lewym dolnym rogu małymi literami wyhaftowane nazwiska hafciarek: „ŁAWKENOWA, ALEKSANDROWA”.
Strona odwrotna:

Czerwony krzyż kawalerski, pola między ramionami krzyża białe. Pośrodku, na białym tle aplikowane i haftowane popiersie Tadeusza Kościuszki w otoku wieńca laurowego, aplikowanego z brązowego jedwabiu i haftowanego biało-szarą nicią. Nad wizerunkiem haftowany żółtą nicią napis: „ZA NASZĄ WOLNOŚĆ I WASZĄ”. Na ramionach krzyża inicjały: „1 DP”.

## Okres powojenny

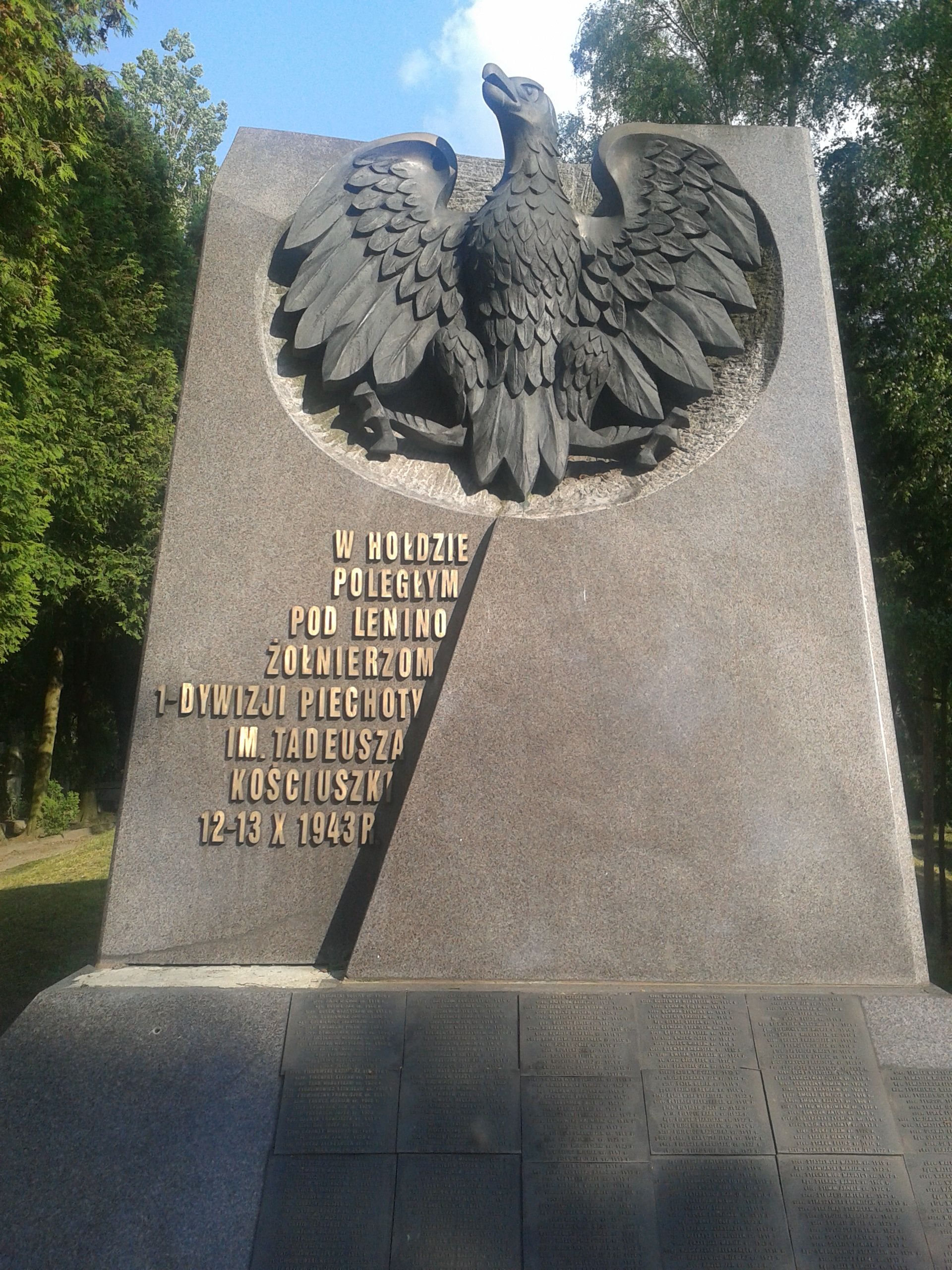
Pomnik poległych pod Lenino żołnierzy 1 Dywizji Piechoty im. Tadeusza Kościuszki (cmentarz Wojskowy na Powązkach)

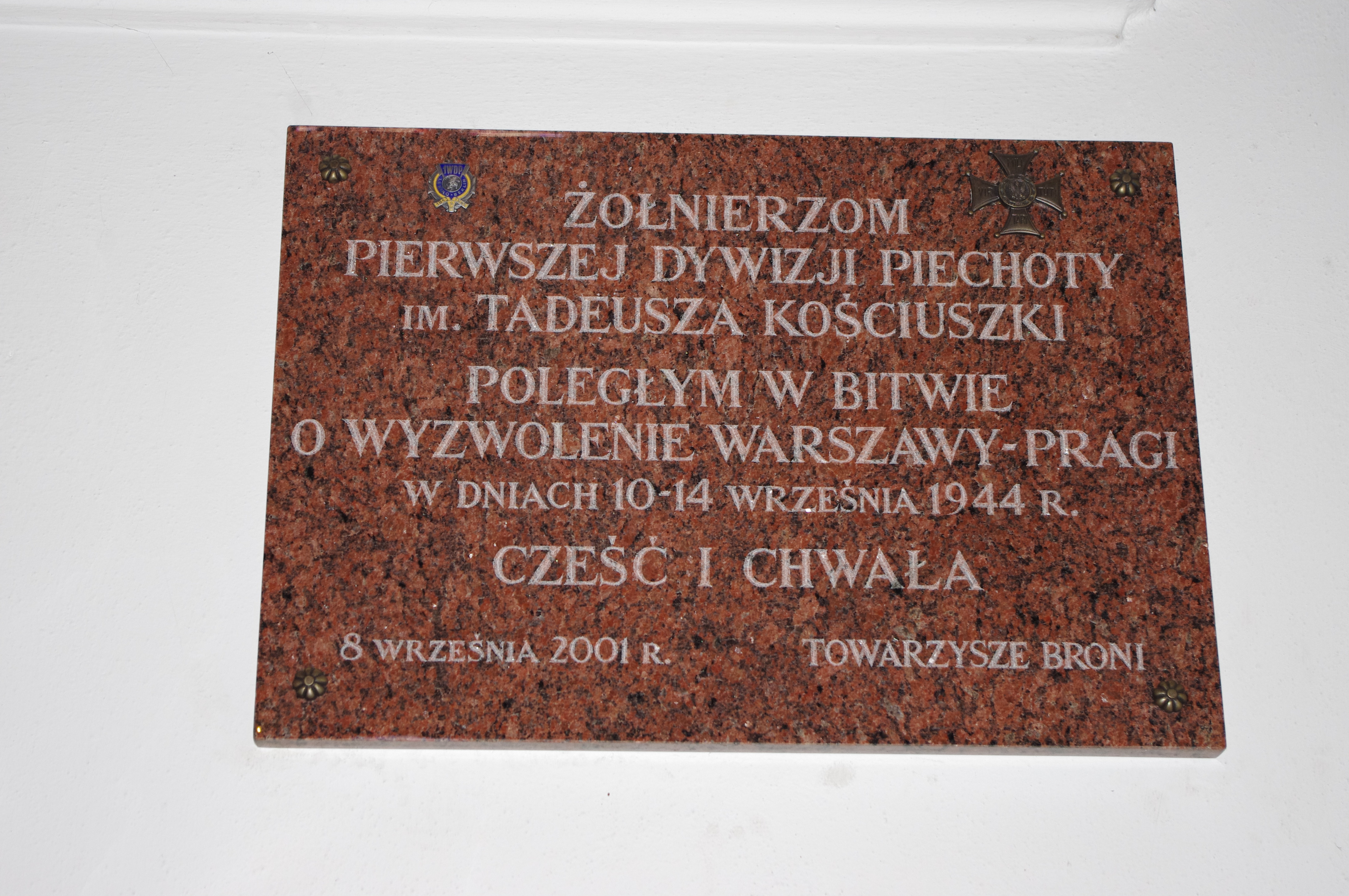
Tablica upamiętniająca żołnierzy 1DP w bazylice katedralnej św. Michała i św. Floriana w Warszawie

Po zakończeniu służby okupacyjnej w Niemczech w czerwcu 1945 dywizja wróciła do kraju. Sztab dywizji rozlokowano w Siedlcach. Jej poszczególne oddziały wykorzystywano do walki ze zbrojnym podziemiem niepodległościowym.
Organizacja i dyslokacja dywizji w 1949.
- Dowództwo 1 Dywizji Piechoty – Legionowo
- 1 pułk piechoty – Legionowo
- 2 pułk piechoty – Skierniewice
- 3 pułk piechoty – Ciechanów
- 1 pułk artylerii lekkiej – Garwolin
- 1 dywizjon artylerii przeciwpancernej – Legionowo
- 1 batalion saperów – Legionowo

W 1951 przeniesiono dywizję na etaty dywizji piechoty typu B „konna duża”.
W 1955 dywizję przeformowano w 1 Warszawską Dywizję Zmechanizowaną.

## Żołnierze dywizji
Dowódcy dywizji :
- płk/gen. bryg. Zygmunt Berling (9 maja – 20 listopada 1943)
- płk/gen. bryg./gen. dyw. Wojciech Bewziuk (20 listopada 1943 – 27 września 1945)
- płk Józef Sielecki (27 września 1945 – lipiec 1947)
- płk/gen. bryg. Zygmunt Duszyński (lipiec 1947 – marzec 1948)
- płk Tadeusz Cynkin (marzec 1948–1949)
- płk Ludwik Barański (1949)
- ppłk/płk Wacław Zwierzański (1949–1950)
- płk dypl. Józef Sobiesiak (15 października 1950 – 12 lipca 1951)
- płk Józef Kamiński (12 lipca 1951 – 20 listopada 1952)
- płk Józef Dziadura (20 listopada 1952 – 10 października 1955)

Szefowie sztabu (wykaz obejmuje tylko okres wojny):
- płk Antoni Siwicki (27 maja – 18 sierpnia 1943)
- płk Mikołaj Łagodziński (18 sierpnia – 20 listopada 1943)
- mjr Nikodem Kunderewicz (20 listopada 1943 – 19 kwietnia 1944)
- płk Ostap Steca (19 kwietnia 1944 – 20 kwietnia 1945)
- płk Piotr Poleszczuk (20 kwietnia 1945 – do końca wojny)

Zastępcy dowódcy ds. liniowych (wykaz obejmuje tylko okres wojny):
- płk Bolesław Kieniewicz (21 maja – 24 grudnia 1943)
- płk Władimir Radziwanowicz (24 grudnia 1943 – 13 kwietnia 1944)
- płk Gwidon Czerwiński (13 kwietnia – 30 czerwca 1944)
- płk Stanisław Janowski (30 czerwca – 18 sierpnia 1944)
- płk Tadeusz Piotrowski (18 sierpnia – 26 września 1944)
- płk Jan Szczutko (20 grudnia 1944 – 10 lutego 1945, poległ pod Mirosławcem)
- ppłk Piotr Poleszczuk (10 lutego 1945 – do końca wojny)

Zastępcy dowódcy ds. politycznych (wykaz obejmuje tylko okres wojny):
- mjr Włodzimierz Sokorski (16 maja – 31 grudnia 1943)
- mjr Jakub Prawin (1 stycznia – 18 sierpnia 1944)
- mjr Konrad Świetlik (18 sierpnia – 27 października 1944)
- kpt. Mikołaj Dziewiałtowski (27 października – 2 listopada 1944)
- kpt. Antoni Kazior (2 listopada 1944 – do końca wojny)

Krzyżem Srebrnym Orderu Virtuti Militari odznaczono 105 oficerów i 13 podoficerów 1 Dywizji Piechoty ze składów pp, pal i jednostek dywizyjnych

## Upamiętnienie
Wieś Trigubowo pod Lenino na pamiątkę walk z 12 października 1943 została przemianowana na Kościuszkowo.